# Tính chẵn lẻ

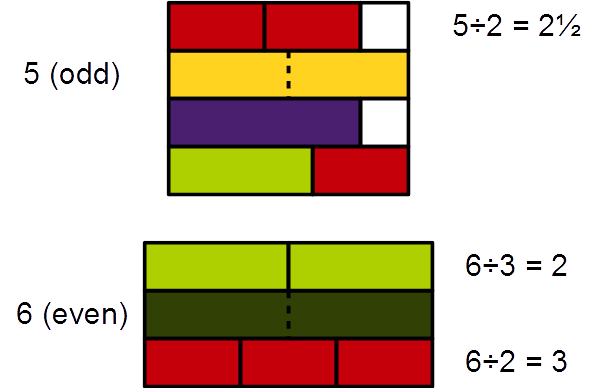

Tính chẵn lẻ là một thuật ngữ toán học mô tả đặc tính của một số nguyên có thể thuộc về một trong hai nhóm: chẵn hoặc lẻ. Số chẵn là một số nguyên chia hết cho 2 và số lẻ là một số nguyên không phải là số chẵn. Chẳng hạn số 0 là một số chẵn. Tính chẵn lẻ không áp dụng cho các số không phải là số nguyên.
Có thể định nghĩa tập hợp số chẵn và số lẻ như sau:
- Số chẵn = {\displaystyle \{2k;\forall k\in \mathbb {Z} \}}
- Số lẻ = {\displaystyle \{2k+1;\forall k\in \mathbb {Z} \}}

Một số nguyên được biểu thị trong hệ thập phân là chẵn hoặc lẻ tùy theo chữ số cuối cùng của nó là chẵn hay lẻ. Điều này có nghĩa là, nếu chữ số cuối cùng là 1, 3, 5, 7 hoặc 9, thì đó là số lẻ; không thì nó là số chẵn. Ý tưởng tương tự cũng đúng với bất kỳ cơ số chẵn nào. Cụ thể, một số được biểu thị trong hệ nhị phân là số lẻ nếu chữ số cuối cùng của nó là 1 và chẵn khi chữ số cuối cùng của nó là 0. Trong một hệ số với cơ số lẻ, số đó là số chẵn chỉ khi tổng các chữ số của nó là chẵn.

## Phép toán trên các số chẵn và lẻ

### Cộng và trừ
- chẵn ± chẵn = chẵn;[1]
- chẵn ± lẻ = lẻ;[1]
- lẻ ± lẻ = chẵn;[1]

### Nhân
- chẵn × chẵn = chẵn;[1]
- chẵn × lẻ = chẵn;[1]
- lẻ × lẻ = lẻ.[1]

## Lịch sử
Người Hy Lạp cổ đại coi số 1 đơn vị không phải hoàn toàn là số lẻ và cũng không phải hoàn toàn là số chẵn. Quan niệm này kéo dài đến tận thế kỷ XIX, với Friedrich Wilhelm August Fröbel viết trong cuốn "Trí tuệ của loài người" năm 1826:
Hướng trực tiếp sự chú ý của học sinh ngay tại đây là rất tốt với một quy luật rộng lớn của thiên nhiên và của tư tưởng. Chính điều này, giữa hai thứ hoặc ý tưởng tương đối khác nhau, luôn đứng thứ ba, đứng cân bằng, dường như thống nhất cả hai bên. Như vậy, ở giữa số lẻ và số chẵn có một số (1), số đó không phải là chẵn và cũng không phải là lẻ. Tương tự như vậy, góc vuông nằm giữa góc nhọn và góc tù; Trong ngôn ngữ thì bán nguyên âm hoặc nằm giữa các nguyên âm câm và nguyên âm. Một giáo viên chu đáo và một học sinh biết cách tự tư duy không thể không nhận thấy điều này.